# Artémis (voilier)
Pour les articles homonymes, voir Artémis (homonymie).
L’Artémis, ex-Pol II, ex-Lister, est un trois-mâts barque néerlandais, à coque acier, construit en 1926. Ce voilier tire son nom actuel de la déesse de la chasse.

## Caractéristiques
L’Artémis est un trois-mâts barque de 59 m de long (longueur hors tout) à coque acier, avec une largeur (maitre-bau) de 7 m et un tirant d'eau de 3.4 m. Il est équipé d'un moteur auxiliaire Caterpilar de 550 chevaux et de 18 voiles formant 1050 m² de surface de voilure, :  
- 1 brigantine,
- 1 flèche d'artimon,
- 5 voiles d'étais,
- 3 focs,
- 8 voiles carrées (grand-voile ou misaine, hunier, perroquet et cacatois sur les deux mâts avants).

Sa vitesse sous voiles est de 10 nœuds et de 8 nœuds au moteur.
Il peut embarquer 32 passagers à bord en navigation et 120 passagers lors de sorties journalières.  

## Historique

### Pavillon norvégien
Le navire est construit en 1926, comme navire baleinier norvégien en mer arctique et antarctique jusqu'à la fin des années 1940. Durant cette période, le navire est équipé d'une moteur à vapeur et de deux mâts, son port d'attache est Oslo en Norvège.

### Pavillon danois
Dans les années 50, il est converti en navire de charge effectuant du tramping entre l'Asie et l'Amérique du Sud. Son port d'attache est Marstal au Danemark.

### Pavillon néerlandais
Il est racheté en 1998 par les frères Bruinsma (Frisian Sailing Company) et à nouveau transformé. L’Artémis subit d'importants travaux entre 1998 et 2001 pour devenir un navire de plaisance. Il est équipé de 16 cabines (doubles ou triples). Le gréement est converti en trois-mâts barque, son port d'attache est Franeker.
Il est inauguré le 20 avril 2001, à l'occasion de l'anniversaire du port de Hambourg. Après son inauguration, il vient rendre hommage dans le port de Dunkerque au trois-mâts carré le Duchesse Anne qui fête son centenaire. 
En 2008, il participe pour la première fois à l'Armada de Rouen.
Il appartient à la société néerlandaise Tallship Company qui effectue des croisières en Mer Baltiques. Son port d'attache actuel est Harlingen (Pays-Bas).

## Galerie d'images
|  |  |
|  |  |
|  |  |
|  |  |

### Présence en France
- Armada 2008 (Rouen), Armada 2013
- Brest 2016,Brest 2004,Brest 2024
- Fête de la mer de Boulogne-sur-Mer (2009, 2015,2023)